# Gerald Fratt

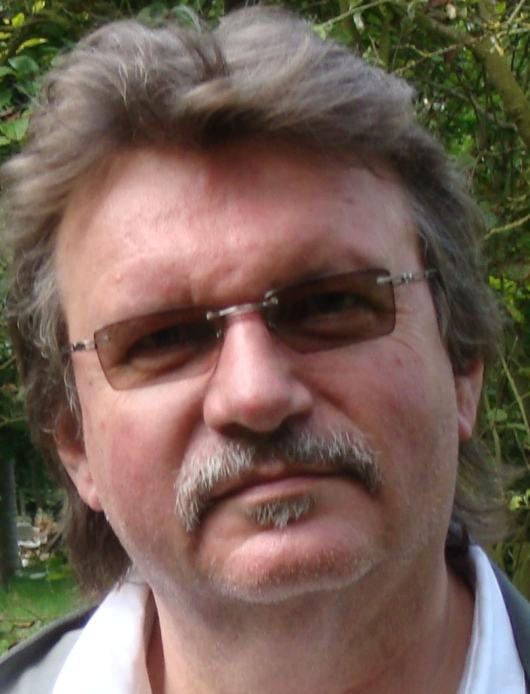
Gerald Fratt

Gerald Fratt (* 1953 in Klagenfurt) ist ein österreichischer Musiker und Kabarettist.

## Leben
Gerald Fratt besuchte Volksschule und Gymnasium in Klagenfurt und legte 1971 die Matura ab. Er studierte Musikerziehung in Salzburg am Mozarteum und machte 1976 die Lehramtsprüfung. Fratt unterrichtete seit 1977 am Bundesrealgymnasium in Salzburg als AHS-Lehrer die Fächer Musikerziehung und Computerpraxis: Aktivitäten in der Schulentwicklung, Personalvertretung und Gewerkschaft.

### Künstlerische Tätigkeiten
Fratt gab Gastspiele in Österreich, Deutschland und der Schweiz und war in Aufzeichnungen für Hörfunk und TV zu sehen. 1982 erhielt zusammen mit Christian Schacherreiter den Salzburger Stier.

#### Zusammenarbeit mit Christian Wallner im Kabarett MotzArt
- „Ruhe da hinten“ 1977
- „Machen Sie sich frei“  1978
- "Die Ansichten des Herrn B." Eine Brecht-Collage. Kammerspiele Salzburg 1979.
- Buy-buy Salzburg. Ein volxkabarettisches Sing-Singspiel. Mit Christian Wallner, Christian Hofler, Gerhard Laber, Gerald Fratt, Ingo Vogl, Peter Blaikner und Cosi Göhlert; Kleines Theater Salzburg 1995/96.
- 2000 Jahre MotzArt in Salzburg: Ein Rück- und Ausblick mit Gerald Fratt, Gerhard Laber, Heli Punzenberger, Helmut Ruge, Verena Stemberger, Georg Steinitz, Christian Wallner. (20 Jahre Kabarett 'MotzArt')  „MotzArt-Woche 2000“.
- "Feierabend" zum 25. Geburtstag von MotzArt – Februar 2005[1]
- "Durststrecke" November 2005
- "QuerGeist" Jänner 2008

#### Kabarettprogramme und Kleinkunstlieder mit Christian Schacherreiter im Ensemble  „Fratt & Schacherreiter“
- „Vermischte Kleinkunsthandlung“ I und II: 1977 / 1979
- „Schlachthaus mit Buffet“ 1982 – Tragikomische Gesänge für die Brettlbühne
- „Sex & Crime & Fuseldunst“ 1983
- „Erdenwurm, du Götterliebling“
- "Hundert nach Viktor"
- "Einfall für Zwei"

## Tonträger / Veröffentlichungen
Fratt & Schacherreiter:
- „Vermischte Kleinkunsthandlung“: ex tempore records AD 81/02 – Linz, 1981
- "Schlachthaus mit Buffet" LP: Extraplatte
- "Schlachthaus mit Buffet" Texte und Lieder im Verlag Alfred Winter – Salzburg
- „Bitte Wenden“ Halb-lustige Gesänge gegen den Zeitgeist  Domino / Frogsound – mit Heli Punzenberger – Gitarre

## Preise
- 1977 Förderpreis für literarisches Chanson der Rauriser Literaturtage ausgezeichnet,
- 1982 der erste “Salzburger Stier”, verliehen von Werner Schneyder und Dieter Hildebrandt

## Kritik
Zur Zusammenarbeit mit Christian Wallner im Kabarett MotzArt heißt es im Salzburger Literaturforum."... Ihr Arbeitsschwerpunkt war von Anfang an das anspruchsvolle kabarettistische Lied. Ihre geistigen Väter waren Frank Wedekind, Bert Brecht, Erich Kästner und Georg Kreisler. Musikalisch bewegten sie sich in einem breiten Spektrum, angefangen von parodistisch eingesetzter Volksmusik bis hin zum anspruchsvollen Chanson. Fratt & Schacherreiter schrieben und spielten zwischen 1977 und 1993 gemeinsam 7 Kleinkunstprogramme, von denen auch Rundfunk-, TV- und LP-Mitschnitte gemacht worden sind..."